# Öykü Yorgun
Öykü Yorgun est une joueuse de volley-ball turque née le 1er janvier 1996. Elle mesure 1,82 m et joue au poste de passeuse. 

## Clubs
| Club               | De        | À         |
| ------------------ | --------- | --------- |
| Gazi Üniversitesi  |           | 2010-2011 |
| TVF Spor Lisesi    | 2011-2012 | 2012-2013 |
| Karayolları Ankara | 2013-2014 | …         |